# Stachyptilidae
Stachyptilidae Kölliker, 1880 è una famiglia di ottocoralli dell'ordine Pennatulacea.

## Descrizione
Questi pennatulacei formano colonie a forma di clava, a simmetria bilaterale, con polipi disposti lungo il rachide in due serie ad andamento obliquo.

## Distribuzione e habitat
Le specie di questa famiglia sono diffuse nelle acque di entrambe le sponde dell'oceano Pacifico. Gilibelemnon octodentatum, unica specie del genere Gilibelemnon, è un endemismo dell'arcipelago antartico delle isole Shetland Meridionali.

## Tassonomia
La famiglia comprende quattro specie in due generi:
- Gilibelemnon Lopez Gonzalez & Williams, 2002 (1 specie)
- Stachyptilum Kölliker, 1880 (3 spp.)